# Liber de simplicibus Benedicti Rinij medici et philosophi veneti
Liber de simplicibus Benedicti Rinij medici et philosophi veneti, često skraćeno Liber de simplicibus, poznat i kao Rinijev kodeks je herbar i višejezični fitonimijski rječnik liječnika Niccola Roccabonella. Čuva se u Knjižnici sv. Marka u Veneciji. Nazvan je po liječniku i filozofu Benediktu Riniju, kojemu je zbog toga bilo i pogrešno pripisivano autorstvo. Značajno je za hrvatsku fitonimiju, ljekarstvo, jezikoslovlje i leksikografiju.
Djelo ima 474 stranice s tekstom i devet bijelih (praznih) listova, ukupno 483 lista. Naslovna stranica ujedno je i predgovor (Proëmium), abecedno kazalo obuhvaća 14 listova, a 459 listova donosi tekst o pojedinim biljnim vrstama s ilustracijama u boji na prednjoj strani lista. Latinski naziv biljaka popraćen je nejednakim brojem naziva na grčkom, arapskom, njemačkom (teotonice) i hrvatskom jeziku (sclavonice). Od 459 natuknica, natuknicom sclavonice obilježeno je 369 vrsta.
Bogoslav Šulek je dio naziva iz Libera uklopio u svoje Biljarstvo. Slovenski filolog France Bezlaj odrednice pod nazivom sclavonice pogrešno je pripisao slovenskomu jeziku.